# Menandrova kuća
Menandrova kuća (tal. Casa del Menandro) arhitekturom, dekoracijom i sadržajem jedna je od najbogatijih i najveličanstvenijih kuća u antičkim Pompejima, a prostire se na velikoj površini od oko 1,800 m2 koja zauzima većinu njezine insule. Njegova kvaliteta znači da je vlasnik morao biti aristokrat upleten u politiku, s velikim ukusom za umjetnost.
Kuća je iskopana između studenog 1926. i lipnja 1932. i nalazi se u regiji I, Insula 10, ulaz 4 (I.10.4) u grad.

## Opis
Najstariji dio kuće sastoji se od relativno skromnog atrija s neposredno okolnim prostorijama izgrađenim 250. pr. Kr.
Oko 100 godina kasnije domus je moderniziran; kapiteli od tufa korišteni su za ulazna vrata i tablinum. U augustovskom razdoblju domus je bitno modificiran; izgrađen je peristil na prostoru od rušenja susjednih stambenih zgrada. U prostoru na zapadu stvorene su bogato uređene terme, usredotočene oko malog atrija s 8 stupova. Nedostatak kade u kaldariju sugerira da nije mogao biti u upotrebi u vrijeme erupcije Vezuva 79. godine.
Na istoku je poslovni dio domusa. Neposredno prije erupcije, na raznim mjestima u kući obavljeni su daljnji radovi na modernizaciji, kao što pokazuju amfore ispunjene štukaturom i privremena pećnica.
Doista, nepostojanje nalaza svakodnevnih predmeta kao što su oni povezani s hranom, prisutnost građevinskog materijala i najnovijeg novčića datiranog u 37. godinu po Kr., implicira ograničenu uporabu kuće u vrijeme erupcije. Čini se da je cijela insula prošla kroz promjene u upotrebi i djelomično napuštena neko značajno vrijeme prije konačne erupcije.
U kući je pronađeno 18 žrtava erupcije: dva muškarca i žena u sobi 19, još deset u hodniku, dvoje u sobi 43 (jedan na krevetu) i još troje u dvorištu (trideset i četiri zajedno s kosturom psa). Od svjetiljke, pijuka i lopata pronađenih s tijelima u hodniku, možda su pljačkali blago nakon što su vlasnici napustili kuću nakon početnih erupcija plovučaka i sustigle su ih kasnije erupcije, iako im je promaklo srebrno blago.

## Vlasništvo nad kućom
Matteo Della Corte mislio je da bi vlasnik mogao biti Quintus Poppaeus Sabinus zbog pečata i grafita u ulaznom hodniku koji spominje 'Quintus' i drugih grafita u kući koji se odnose na 'Sabina'. Kuća je možda pripadala lokalnom sucu.  Nadalje, prsten pečatnjak pronađen u odajama za slugu sugerira da je posjed bio u vlasništvu Kvinta Popeja, vjerojatno rođaka Poppeje Sabine, druge žene cara Nerona.
Više je sporna nacionalnost vlasnika nego njihov ekonomski status. Sredozemna klima Pompeja privukla je mnoge Rimljane da tamo ulažu u vile za odmor, pa je moguće da je vlasnik u vrijeme erupcije Vezuva 79. godine bio bogati turist, a ne domaći.

## Umjetnost, arhitektura i grafiti

### Freska
Imanje se naziva "Menanderova kuća" jer se u maloj prostoriji izvan peristila nalazi dobro očuvana freska starogrčkog dramatičara Menandera. Neki nagađaju da slika zapravo nije Menander, već vlasnik kuće ili neka druga osoba koja čita Menanderova djela.
Kuća je uključivala i druge freske, uključujući onu koja prikazuje Laokontovu smrt.

### Klasični stil i helenizam
Veliki stupovi u peristilu Menanderove kuće predstavljaju dorski stil arhitekture, izdanak klasičnog stila koji potječe iz antičke Grčke. Naglasak na starogrčkoj arhitekturi u pompejanskoj arhitekturi ne iznenađuje jer su grčki pomorci koristili luku kao trgovačku postaju prije nego što su Osci osnovali grad u 6. stoljeću prije Krista.

### Grafiti
Na vanjskim zidovima kuće mogu se uočiti brojni primjerci rimskih grafita.
Kuća je otkopana između studenog 1926. i lipnja 1932.

## Kasnija povijest
U hodniku pokraj malog atrija privatnog kupatila pronađena je riznica od 118 srebrnih vaza koje su tijekom obnove kuće pažljivo umotane u platnene zastore i smještene u visoku drvenu vitrinu. U drugom raspadnutom drvenom kovčegu također su bili predmeti u zlatu i novčići u vrijednosti od 1432 sestercija.
Mussolini je priredio ručak u sobi 18 (negativi foto arhive Pompeja A/234-236) kada je posjetio Pompeje 1940. 
Britanski projekt Pompeji pokrenut je 1978. kako bi se istražio i snimio otočić na kojem se nalazi Menanderova kuća te analizirali i interpretirali ostaci koji nisu ponovno procijenjeni od izvornih talijanskih publikacija iz ranih 1930-ih.

## Galerija
- Stepenice u kući
- Lararij u peristilu
- Srebrna posuda, dio otkrivenog blaga
- Model kuće od pluta

## Daljnje čitanje
- Allison, P. M. 2004. Pompeian households: an analysis of the material culture. Los Angeles: Cotsen Institute of Archaeology at University of California, Los Angeles.

- Casa del Menandro, P. M. Allison's On-line Companion to Pompeian Households

- Allison, P. M. 2006. The Insula of the Menander at Pompeii: Volume III - The Finds. Oxford: Clarendon Press.
- Beyen, H. G. 1954. ‘Die Grüne Dekoration des Oecus am Peristyl der Casa del Menandro’. Nederlands Kunsthistorische Jaarboek.
- Ling, R. 1997. The Insula of the Menander at Pompeii: Volume I - The Structures. Oxford: Clarendon Press.
- Ling, R. & Ling, L. 2005. The Insula of the Menander at Pompeii: Volume II - The Decorations. Oxford: Clarendon Press.
- Lorenz, K. 2014. ‘The Casa del Menandro in Pompeii: Rhetoric and the Topology of Roman Wall Painting’. In J. Elsner & M. Meyer (eds.), Art and Rhetoric in Roman Culture. Cambridge: Cambridge University Press. 183-210.
- Maiuri, A. 1932. La casa del Menandro e il suo tesoro di argenteria. Rome: Libreria dello Stato.
- Painter, K. S. 2001. The Insula of the Menander at Pompeii: Volume IV - The Silver Treasure. Oxford: Clarendon Press.

## Vanjske poveznice
|  | Zajednički poslužitelj ima još gradiva o temi Menandrova kuća |